# Maximiliano Stanic
Maximiliano Stanic  (Morón, Argentina, 2 de diciembre de 1978) es un exjugador de baloncesto argentino que actuaba en la posición de base. Hizo una larga carrera como profesional en clubes de Sudamérica y Europa. Además fue miembro de la selección de baloncesto de Argentina. Actualmente es comentarista de partidos de baloncesto en la televisión de su país.

## Trayectoria
Stanic aprendió a jugar al baloncesto en el club Defensores de Hurlingham, pero fue en Morón y Banco Provincia donde completó su formación. Reclutado como juvenil por Pico Football Club en 1996, hizo su debut en la Liga Nacional de Básquet al año siguiente en un partido en que su equipo se enfrentó a Olimpia de Venado Tuerto.
Jugó cinco años en su país, vistiendo las camisetas de Pico Football Club, Regatas San Nicolás y Boca Juniors. En 2002 partió rumbo a Europa. Pasó sus primeros cinco años en el continente jugando en equipos de la Legadue de Italia, migrando luego a Francia como ficha del Pau Orthez, sólo para regresar en 2008 con la misión de actuar en la Seria A defendiendo los colores del Scavolini Pesaro. Tras esa experiencia en la máxima categoría del baloncesto italiano, le seguirían dos años más en la Liga ACB de España -uno con el Xacobeo Blu:Sens y otro con el Blancos de Rueda Valladolid.
En 2011 fue repatriado por su ex-equipo Boca Juniors. Tras dos temporadas en ese club, acordó su incorporación a Obras. Sin embargo, tras sólo tres meses, se desvinculó de la institución para volver a migrar a Italia, contratado por el Mec-Energy Roseto de la Legadue, en donde también jugaba su hermano Nicolás Stanic. 
En los primeros meses de 2014 se incorporó a Palmeiras. Tras culminar la temporada, regresó a su país y, nuevamente en una dupla junto a su hermano, se sumó a Morón con la intención de guiarlo hacia el ascenso al Torneo Federal de Básquetbol, el campeonato de tercera categoría del baloncesto profesional argentino. Finalizado el certamen, retornó a Brasil para disputar otra temporada más del Novo Basquete Brasil con el Palmeiras. 
En 2015, luego de volver a intentar guiar sin éxito el ascenso de Morón al TFB, se incorporó a Olímpico, club que militaba en la LNB. Por su amplia experiencia y calidad de juego, fue el líder del equipo hasta su sopresiva salida a finales de 2018 causada por un conflicto con los dirigentes. Poco después fue fichado por Atenas, club con el que terminó la temporada. 
Deseando continuar activo en el baloncesto competitivo pese a su edad, Stanic se sumó al plantel de Lanús, lo que lo llevó a debutar como jugador en el Torneo Federal de Básquetbol.
En 2021 retornó al club donde inició su relación con el baloncesto: Defensores de Hurlingham. Se retiró de la práctica del baloncesto competitivo al finalizar La Liga Federal 2022. 

### Clubes
| Club                        | País      | Año         |
| --------------------------- | --------- | ----------- |
| Pico Football Club          | Argentina | 1997 - 2000 |
| Regatas San Nicolás         | Argentina | 2000 - 2001 |
| Boca Juniors                | Argentina | 2001 - 2002 |
| Aurora Jesi                 | Italia    | 2002 - 2003 |
| Eurorida Scafati            | Italia    | 2003 - 2006 |
| Edimes Pavia                | Italia    | 2006 - 2007 |
| Pau Orthez                  | Francia   | 2007 - 2008 |
| Scavolini Pesaro            | Italia    | 2008 - 2009 |
| Xacobeo Blu:Sens            | España    | 2009 - 2010 |
| Blancos de Rueda Valladolid | España    | 2010 - 2011 |
| Boca Juniors                | Argentina | 2011 - 2013 |
| Obras                       | Argentina | 2013        |
| Mec-Energy Roseto           | Italia    | 2013 - 2014 |
| Palmeiras                   | Brasil    | 2014        |
| Morón                       | Argentina | 2014        |
| Palmeiras                   | Brasil    | 2014 - 2015 |
| Morón                       | Argentina | 2015        |
| Ciclista Olímpico           | Argentina | 2015 - 2018 |
| Atenas                      | Argentina | 2019        |
| Lanús                       | Argentina | 2019 - 2020 |
| Defensores de Hurlingham    | Argentina | 2021 - 2022 |

## Selección nacional
Stanic jugó en los seleccionados juveniles de baloncesto de la Argentina en 1993. 
Con el equipo absoluto actuó en el Campeonato Sudamericano de Baloncesto de 2008, como parte de un plantel en el que también estuvieron Paolo Quinteros, Leonardo Mainoldi, Leonardo Gutiérrez y Juan Pedro Gutiérrez.

## Palmarés

### Campeonatos nacionales
- Actualizado hasta el 28 de abril de 2018.

| Título                       | Club           | País    | Año         |
| ---------------------------- | -------------- | ------- | ----------- |
| Campeón Legadue 2005-06      | Scafati Basket | Italia  | 2005 - 2006 |
| Campeón Copa de Italia 2006  | Scafati Basket | Italia  | 2006        |
| Campeón Copa de Francia 2007 | ÉB Pau-Orthez  | Francia | 2007        |

### Campeonatos selecciones nacionales
- Actualizado hasta el 28 de abril de 2018.

| Título            | Selección | Año  |
| ----------------- | --------- | ---- |
| Sudamericano 2008 | Argentina | 2008 |